# Пшийма (Куявсько-Поморське воєводство)
Пшийма (пол. Przyjma, нім. Haltersdorf) — село в Польщі, у гміні Моґільно Моґіленського повіту Куявсько-Поморського воєводства.
Населення — 47 осіб (2011).
У 1975-1998 роках село належало до Бидгощського воєводства.

## Демографія
Демографічна структура станом на 31 березня 2011 року:
|          | Загалом | Допрацездатний вік | Працездатний вік | Постпрацездатний вік |
| -------- | ------- | ------------------ | ---------------- | -------------------- |
| Чоловіки | 24      | 4                  | 20               | 0                    |
| Жінки    | 23      | 7                  | 12               | 4                    |
| Разом    | 47      | 11                 | 32               | 4                    |